# Bert Pot
Bert Pot (né le 8 novembre 1967 aux Pays-Bas) est un directeur de la photographie néerlandais.

## Filmographie
- 1994 : Djinn de Dana Nechushtan[2]
- 1995 : Petite Sœur de Robert Jan Westdijk[3]
- 1997 : Elvis Lives! de Marcel Visbeen[4]
- 1998 : Siberia de Robert Jan Westdijk[5]
- 2000 : Total Loss de Dana Nechushtan[6]
- 2001 : Zus et Zo de Paula van der Oest[7]
- 2003 : Stop! de Mathijs Geijskes
- 2003 : Phileine Says Sorry de Robert Jan Westdijk[8]
- 2003 : Godforsaken de Pieter Kuijpers
- 2004 : Hidden Flaws de Paula van der Oest[9]
- 2005 : Off Screen de Pieter Kuijpers[10]
- 2006 : Le Champion du siècle (Sportman van de Eeuw) de Mischa Alexander
- 2006 : Nachtrit de Dana Nechushtan[11]
- 2008 : Nothing to Lose de Pieter Kuijpers
- 2008 : Dunya and Desi de Dana Nechushtan[12]
- 2009 : Life Is Beautiful de Mark de Cloe et Jeroen Berkvens[13]
- 2010 : The Lie de Robert Oey
- 2010 : Bardsongs de Sander Francken
- 2010 : The Happy Housewife de Antoinette Beumer
- 2011 : The Strongest Man in Holland de Mark de Cloe[14]
- 2012 : Allez, Eddy! de Gert Embrechts[15]
- 2012 : Tony 10 de Mischa Kamp[16]
- 2013 : L'amour est la parole de Pieter Kuijpers[17]
- 2015 : Bloed, zweet & tranen de Diederick Koopal[18]
- 2016 : Gamechanger de Christian van Duuren
- 2016 : Soof 2 de Esmé Lammers[19]
- 2016 : Riphagen de Pieter Kuijpers[20]
- 2019 : Le Tueur de l'autoroute (Bumperkleef) de Lodewijk Crijns